# Kivi hnědý
Kivi hnědý (Apteryx mantelli) je jeden ze zástupců čeledi kiviovití (Apterygidae). Obývá Severní ostrov Nového Zélandu. Od 30. let 20. století byl považován za poddruh kiviho jižního Apteryx australis mantelli, avšak od počátku 21. století je s ním nakládáno jako se samostatným druhem. Jedná se o nelétavého nočního ptáka dosahujícího délky těla kolem 40 cm. Nápadné je hladké hnědé opeření, silné nohy a dlouhý slonovinový zobák. Kivi hnědý byl původně rozšířen po většině Severního ostrova, avšak úbytek vhodného habitatu a predace introdukovanými zvířaty způsobily pokles jeho početnosti i geografického rozšíření. Je předmětem intenzivních ochranářských opatření, mj. translokačních programů a kontrole introdukovaných predátorů (hlavně psi, ale i kočky, fretky, hranostaji). Jedná se o jediný druh kiviho, který je chován v zoologických zahradách.

## Systematika
Taxonomie kiviovitých je předmětem vědeckých diskusí již od 19. století, kdy byli popsáni první kiviové. Jako první byl popsán kivi jižní (Apteryx australis) v roce 1813. Od 30. let 19. století začalo do Velké Británie proudit velké množství kůží kiviů, které byly všechny považovány za kiviho jižního. Až britský zoolog Abraham Dee Bartlett si všiml, že některé z dorazivších kůží náleží jinému druhu, a své závěry prezentoval 10. prosince 1850 Londýnské zoologické společnosti. O rok později jeho poznatky vyšly tiskem. Bartlett druhu přiřadil jméno Apteryx mantelli, česky kivi hnědý.
Do konce 19. století bylo popsáno nejméně 10 druhů kiviů, které australský ornitolog Gregory Mathews v roce 1931 zredukoval na 3. Kivi hnědý byl nově považován za poddruh kiviho jižního (Apteryx australis), a byl tedy znám jako Apteryx australis mantelli. I přes odlišný areál výskytu obou druhů (kivi hnědý obývá Severní ostrov, kivi jižní Jižní ostrov), rozdíly v opeření, odlišnou velikosti tělních částí i jiné podstatné morfologické rozdíly bylo s těmito taxony po dalších sedm desetiletí nakládáno jako s poddruhy. Genetické analýzy z přelomu milénia (Baker et al. 1995, Burbidge et al. 2003) nicméně ukázaly na jasnou odlišnost obou taxonů a od roku 2001 se kivi hnědý považuje za samostatný druh.
Kivi hnědý, kivi jižní i nedávno popsaný kivi okaritský bývají seskupeni do morfologicky a geneticky ucelené skupiny označované jako kiviové hnědí (angl. brown kiwis). Podle molekulárních dat je bazálním představitelem této skupiny kivi jižní, zatímco kivi okaritský a kivi hnědý představují později odvozenou sesterskou skupinu.

### Vnitřní systematika a evoluce
Vnitřní systematika kiviho hnědého je stále předmětem bádání. Formálně se nerozeznávají žádné poddruhy, nicméně pro účely managementu druhu se na základě genetických rozdílů rozpoznávají čtyři geografické formy pojmenované podle oblasti výskytu v rámci Severního ostrova: západní, východní, coromandelská a northlandská. Osamostatnění linie, která dala základ kivimu hnědému, je dáváno do souvislosti s glaciálními událostmi pleistocénu. Kiviové byli absentní ze Severního ostrova (který byl v zásadě pod vodou v období před 30–21 miliony let) až do doby před ∼1,5–2 miliony let, kdy došlo k vytvoření pevninského mostu mezi Severním a Jižním ostrovem. Podle genetických dat se zdá, že došlo k nejméně 4 kolonizačním událostem, které daly základ čtyřem zmíněným geografickým populacím. Odhaduje se, že první kiviové se na Severní ostrov dostali někdy mezi 1,6–1,1 milionem let. Jednotlivé geografické formy byly posledních nejméně 200–300 tisíc let od sebe odděleny následkem vulkanických aktivit z Taupa. Zejména dvě velké erupce (před zhruba 25 580 a 1690 lety) zanechaly svoji stopu také v genomu těchto ptáků.

## Popis
Kivi hnědý dosahuje délky těla kolem 40 cm. Samice váží kolem 2,8 kg, samec 2,2 kg. Zobák samce je dlouhý kolem 98 mm, samice 130 mm. Běhák u samce je 69 mm dlouhý, u samice 74 mm. Opeření je tmavě hnědé s červenohnědým a černým podélným jemným pruhováním. Krátké nohy jsou hnědé, rohovinově zbarvený zobák je nápadně dlouhý. Ocas chybí, křídla jsou silně zakrnělá.
Výjimečně se objevuje leucismus. Do známosti veřejnosti se dostala hlavně samice Manukura, která byla prvním čistě bílým kivim narozeným v zajetí.

## Výskyt
Kivi hnědý je jediným volně žijícím kivim na Severním ostrově, kde se vyskytuje v izolovaných a roztříštěných populacích, a na některých pobřežních ostrovech Nového Zélandu. Na Severním ostrově je místy běžný. Vyskytuje se na poloostrově Coromandel, v oblastech Bay of Plenty a Gisborne a až po pohoří Ruahine na severu a od sopečného masivu Tongariro po Taranaki. Stabilní populace se vyskytují na četných pobřežních ostrůvcích jako je Little Barrier (Te Hauturu-o-Toi), Kawau a Ponui.
Nové populace se usadily na poloostrově Tawharanui (severní Auckland), v oblasti Maungatautari (Waikato), na Cape Kidnappers (Hawke's Bay), na Pukaha/Mount Bruce (Wairarapa) a v Remutaka Range (Wellington). V době příchodu Evropanů byl kivi hnědý rozšířen více, zejména na poloostrově Northland a v oblasti Waikato.

### Habitat
Kivi hnědý dává přednost hustým subtropickým lesům, ale žije také v zalesňovaných lesích, v monokulturách introdukovaných borovic, křovinatých a trnitých stepích, na pastvinách a dokonce i na písečných dunách. Vyskytuje se od hladiny moře až do nadmořské výšky 1400 m severně od soutěsky Manawatū.

## Biologie a chování
Jedná se o nočního nelétavého ptáka, který přes den hřaduje v noře a v noci shání potravu. Taková nora může být např. v dutině stromu nebo pod hustou vegetací. Kivi hnědý má stejně jako ostatní druhy kiviů výrazný vokální projev, díky kterému je lidmi častěji slyšen než viděn. Nejčastěji se projevuje na jaře a v zimě. Samec vokalizuje vysoce položeným, krátkým, stoupavým opakovaným čistým hvizdem, načež samice odpovídá taktéž opakovaným a krátkým, avšak hlouběji položeným hrdelním nářkem.

### Potrava
Kivi hnědý se živí především bezobratlými živočichy. Jeho noční a skrytý způsob života prakticky znemožňuje pozorovat, jak se krmí; v žaludku a trusu tohoto ptáka byli identifikováni kroužkovci jako největší složka jeho potravy. K další často pojídané potravě patří larvy brouků, pavoukovců, motýlů a polokřídlých. Kromě toho se podle zpráv živí rostlinným materiálem, jako jsou listy rostlin, ovoce a mechy. Potravu sbírá svým dlouhým zobákem, který za rozvážného vykračování lesem zabodává do země a tlejících dřevin. V případě potřeby kivi dokáže zobákem vyhloubit až 15 cm hlubokou a 10 cm širokou dírku.

### Hnízdění
Snůšku tvoří 1–3, nejčastěji 2 velká bílá vejce. Vejce typicky váží kolem 400 g, jeho rozměry jsou 124×80 mm. Vejce jsou kladena v intervalu 23 dní. Při tělesné hmotnosti samice 2,09 až 3,27 kg váží jedno vejce 330 až 519 g. S hmotností 416 g je vejce asi o 400 % těžší, než by se alometricky očekávalo od ptáka s tělesnou hmotností 2,2 kg. Vejce inkubuje převážně samec; inkubační doba 47 až 90 dní je považována za jednu z nejdelších v ptačím světě. Mláďata se líhnou plně opeřená a hnízdo opouštějí bez doprovodu asi po týdnu. Prvních 10–60 dní po opuštění hnízda se navrací během dne do natálního hnízda, avšak poté dochází k disperzi po okolí. První zahnízdění nastává nejčastěji ve 4. roce života, avšak mohou se rozmnožovat již v 1. roce.

## Ohrožení

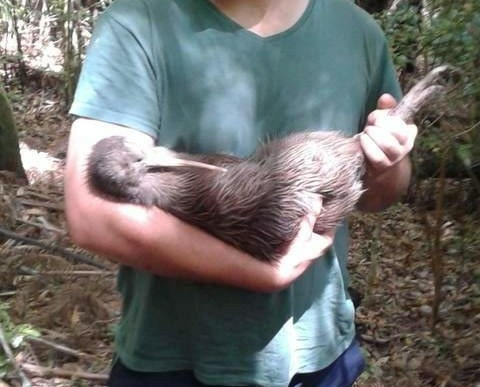
Kivi hnědý v rukou ochranáře

V době příchodu Maorů na Nový Zéland (kolem roku 1300) byl kivi hnědý rozšířen po většin Severního ostrova, nenacházel se pouze ve střední části kolem vulkanické krajiny Taupo a na jihovýchodě, který tehdy obýval kivi okaritský. Predace psy a úbytek habitatu však zapříčinily vymizení kiviů hnědých z velkých částí jejich původního habitatu. Klíčovou hrozbu v moderních dobách představuje predace introdukovanými živočichy. Jedná se hlavně o psy, kteří mohou snadno umačkat křehká těla kiviů ve snaze iniciovat hru. Byl zaznamenán případ, kdy jediný pes zabil kolem 500 kiviů během 6 týdnů. Na kivie však mohou útočit i kočky, a na nedospělé ptáky i lasice hranostaj nebo fretka domácí. Jak fretky, tak hranostaji si však netroufnou na větší ptáky o 800 g a více, kteří se dokáží ubránit svými silnými drápy. K ochranným opatřením druhu patří odchyt predátorů pomocí pastí a jedu 1080 a tréninku místních psů pro kontakt s kivii. Hlavně v minulosti byla využívána metoda odebrání vajec z divoké přírody, dochování mláděte v chovném zařízení a jeho vypuštění do volné přírody, jakmile dosáhne dostatečné velikosti na to, aby se dokázalo ubránit hranostajům a fretkám. Tento způsob se ukázal sice jako efektivní z hlediska mortality mláďat, je nicméně velmi nákladný a nadále se využívá pouze u vysoce ohrožených populací. K predátorům vajec patří i introdukovaný kusu liščí.

### Populace
Podle klasifikace IUCN je tento druh klasifikován jako zranitelný (VU). Ještě v roce 1996 byla populace odhadována na 35 000 jedinců, pro rok 2008 se předpokládalo pouze 25 000 jedinců. Zatímco populace ze Severního ostrova jsou v ohrožení predátory, populace na menších ostrůvcích jsou často v bezpečí, jelikož se na řadě z těchto ostrovů žádní predátoři nenachází.
Nejnovější odhady z roku 2018 ukazují, že 2–3% klesající populační trend odhadovaný v předchozí letech (viz plán na ochranu kiviů z roku 2008) se podařilo zvrátit díky intenzivnímu managementu ochrany a nejnovější populační trend je dokonce mírně stoupavý. Do roku 2030 se předpokládá, že populace kiviů hnědých stoupne až na více než 35 tisíc jedinců. Tabulka níže zachycuje minulý (2008), současný (2018) i budoucí (2030) populační odhad.
| Geografická forma | Odhad k roku 2008 | Odhad k roku 2018 | Odhad k roku 2030 |
| ----------------- | ----------------- | ----------------- | ----------------- |
| Northland         | 8 000             | 8 600             | 12 300            |
| Coromandel        | 1 000             | 1 900             | 3 400             |
| Východní          | 8 000             | 7 000             | 9 600             |
| Západní           | 8 000             | 7 600             | 10 100            |
| Celkem            | 25 000            | 25 100            | 35 400            |

## Vztah k lidem

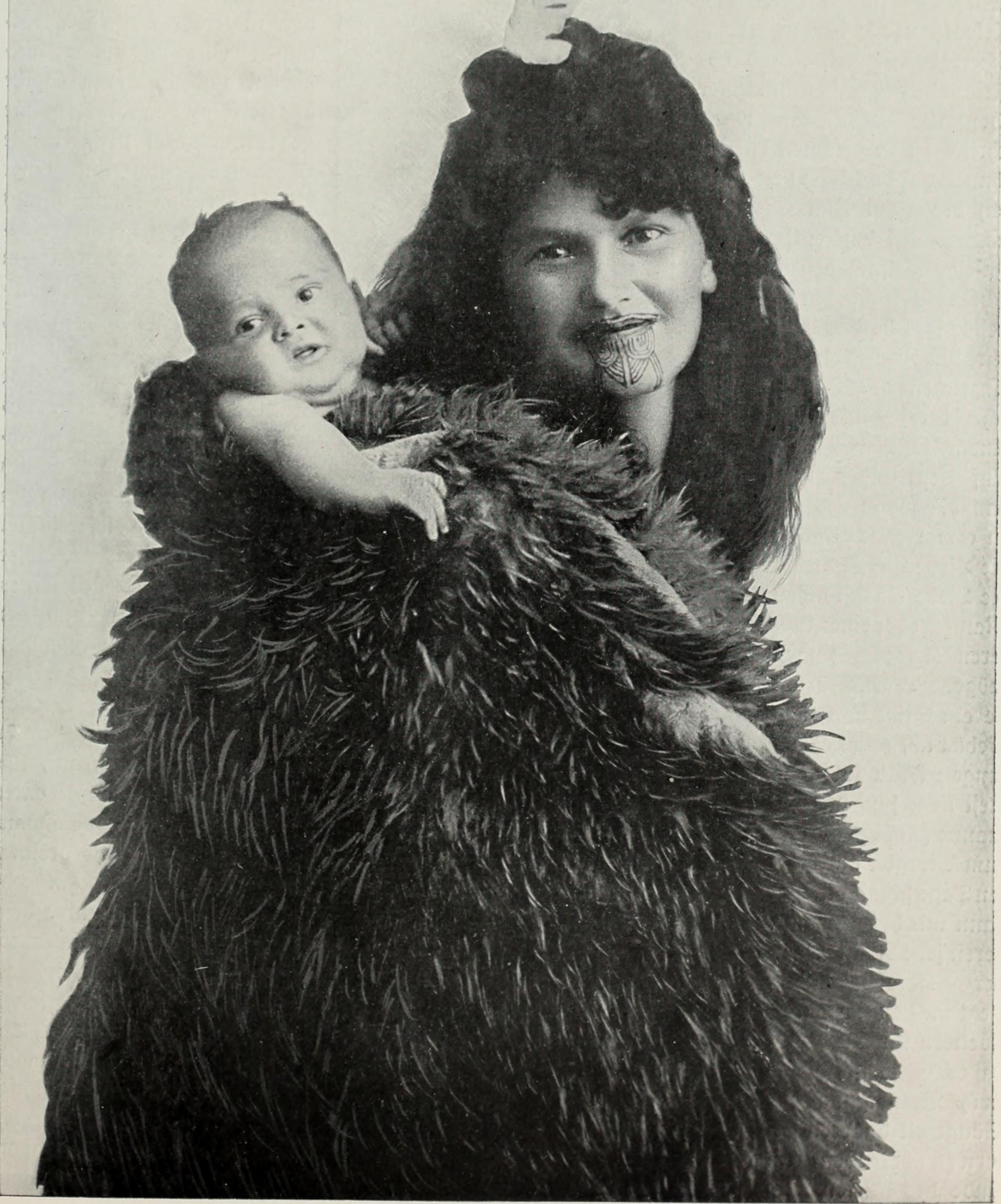
Maorská žena s kabátem z peří kiviů (foto z roku 1914)

### Odkaz v kultuře
Kiviové patří k symbolům Nového Zélandu a zaujímají významné místo v tradiční maorské kultuře i kultuře a společnosti moderních Novozélanďanů. Z peří kiviů se tkaly kabáty zvané kakahu považované za fyzické i spirituální klenoty, tzv. taonga. Podle genetické analýzy 849 vzorků ze 109 takových kabátů patřilo více než 99 % peří právě kivimu hnědému. Samotný kivi hnědý je přitom považován za taonga.

### Chov v zoo
Kivi hnědý patří mezi velmi vzácné chovance zoologických zahrad. Jedná se zároveň o jediný druh kiviho, kterého lze spatři v zoologických zahradách mimo Nový Zéland, přičemž i na Novém Zélandu jsou jiné druhy než kivi hnědý drženi v chovných zařízeních zcela výjimečně. První instituci, které se povedl odchov kiviho jižního, byla washingtonská Smithsonian National Zoological Park v roce 1975.
V Česku se kivi hnědý poprvé objevil v roce 2014 v Zoo Zlín. Samec v následujícím roce uhynul. V roce 2016 přišel nový samec Gery, ke kterému byla v roce 2020 dovezena samice Maia až z americké Smithsonian National Zoo. V roce 2022 začala s chovem kiviho hnědého rovněž Zoo Plzeň, která chová samce jménem Tuatahi v expozici společně se sovkami bubuk.